# Honam
Honam (호남?, 湖南?; [ho.nam]) è una regione della Corea del Sud che comprende le province del Jeolla Meridionale e del Jeolla Settentrionale.
Il termine venne usato per la prima volta dallo studioso Lee Geung-ik (1736-1806) nel suo resoconto storico Yeollyeosilgisul: significa letteralmente "a sud del lago", un probabile riferimento alla riserva idrica Byeokgolje a Gimje oppure al fiume Geum, conosciuto in passato come Ho, e appare nei nomi della linea ferroviaria Honam, dell'autostrada Honam e della piana di Honam.
Delimitata a est dai monti Deogyusan e Jirisan, è ricca di corsi d'acqua quali il Manggyeong, lo Yeongsan e il Seomji; lungo le coste si praticano la pesca e l'acquacoltura.